# Evangelisch-Lutherische Gebetsgemeinschaften
Die Evangelisch-Lutherischen Gebetsgemeinschaften e. V. sind Teil der Gemeinschaftsbewegung innerhalb der evangelischen Kirchen Deutschlands. Sie wollen durch Gemeinschaftspflege und Evangelisation Menschen im christlichen Glauben stärken bzw. für diesen gewinnen.

## Wurzeln
Die Evangelisch-Lutherischen Gebetsgemeinschaften haben ihre Wurzeln in den durch Christoph Kukat in Ostpreußen, vor allem in Masuren, Ende des 19. Jahrhunderts geprägten und organisierten Evangelischen Gebetsgemeinschaften. Sie nahmen auch Anregungen aus der sich zu jener Zeit bildenden neupietistischen Gemeinschaftsbewegung auf. Nach Westfalen ausgewanderte Ostpreußen bildeten dort ebenfalls Gebetsvereine.

## Geschichte
Im Dezember 1910 forderte Christoph Kukat in einem Hirtenwort die Abschaffung der Chorarbeit in den Evangelischen Gebetsvereinen. Er sah sie als hinderlich für eine künftige Vereinsarbeit an und wollte einer von ihm diagnostizierten Verweltlichung der Vereine einen Riegel vorschieben. Besonders in den Gemeinschaften im rheinisch-westfälischen Industriegebiet war die Arbeit mit Posaunen- und Vokalchören ein wichtiger Teil ihrer Gemeinschafts- und Jugendarbeit geworden. Sie und Gemeinschaften in Ostpreußen wollten auf diese Arbeitszweige nicht verzichten und mussten sich so vom Ostpreußisch evangel. Gebets=Verein trennen. Sie gründeten im September 1911 einen eigenen Verband mit dem Namen Evangelisch-Lutherischer Gebetsverein, innerhalb der Landeskirche. Mit erwecklich gesinnten Pfarrern arbeitete man zusammen. Prediger des Evangelisch-Lutherischen Gebetsvereins wurden von der westfälischen Landeskirche als Gemeindehelfer zur Betreuung ihrer masurischen Gemeindeglieder berufen.
Nach der Eingliederung eines Teiles von Ostpreußen in Polen wurde die Gemeinschaftsarbeit dort weitergeführt und ausgeweitet.
Während der nationalsozialistischen Herrschaft schloss man sich nicht den Deutschen Christen an, sondern pflegte geschwisterliche Zusammenarbeit mit der Bekennenden Kirche. Durch den Zweiten Weltkrieg und dessen Folgen gingen die Gemeinschaften des Verbandes in den ehemaligen Gebieten des Deutschen Reiches und in Polen unter.

## Heutige Arbeit
Der heutige Arbeitsschwerpunkt der Evangelisch-Lutherischen Gebetsgemeinschaften liegt in Nordrhein-Westfalen und wird von rund 35 Gemeinden getragen. Im Jahr 1961 erwarb der Gebetsverein ein Gelände am Edersee in Vöhl und errichtete dort ein Altenheim, dem 1982 der Bau eines Freizeitheimes folgte. 1969 wurde der „Missionsverlag der Evangelisch-Lutherischen Gebetsgemeinschaften“ gegründet, der neben den eigenen Publikationen auch Erbauungsliteratur der „pietistischen Väter“ veröffentlichte, so Johann Arndts Wahres Christentum. Zum Jahresende 2023 wurde der Missionsverlag laut Beschluss der Mitgliederversammlung aufgelöst.
Zu den Besonderheiten gehören das kniende Gebet und die Ausrichtung der Verkündigung an den lutherischen Bekenntnissen, unter denen der Kleine Katechismus von Martin Luther eine herausragende Stellung einnimmt.